# Kamermuziek

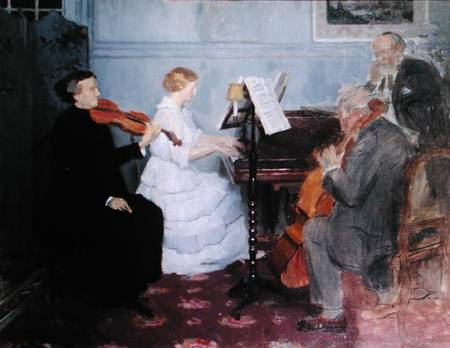
Chamber Music Concert, van Jules-Alexandre Grün.

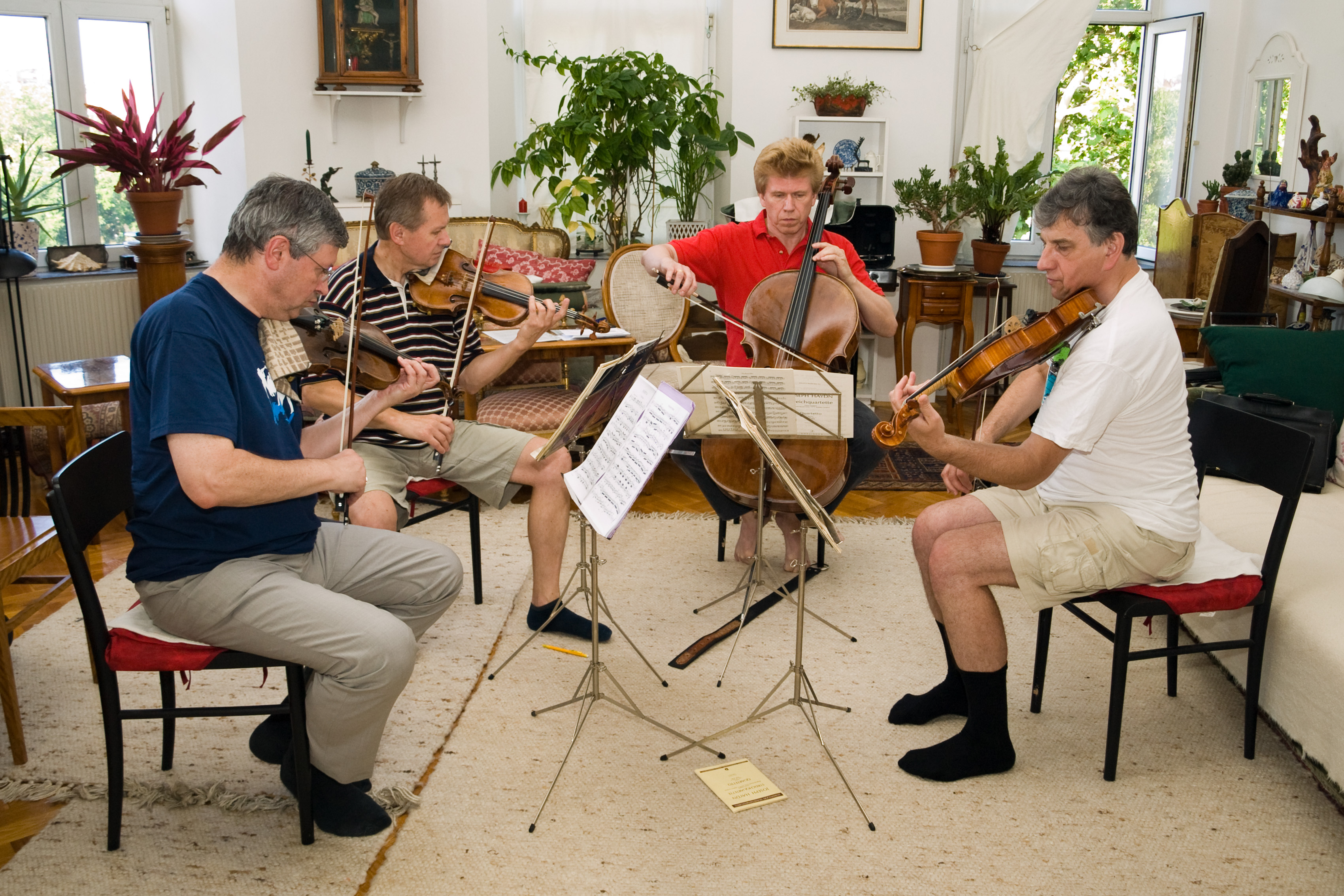
Het Pražák Quartet repeteert in de huiskamer

Kamermuziek is een genre in de klassieke muziek, waaronder muziek voor kleine, enkelvoudige bezettingen wordt verstaan, die bij wijze van spreken in een (grote) huiskamer kan worden gespeeld. Deze muziekvorm komt als specifiek genre voor vanaf de barok.

## Kleinmuziekensemble
Meestal betreft het muziek voor twee tot negen strijkers, blazers of zangers, al dan niet gecombineerd met piano. Als een instrument alleen speelt, is er geen ensemble. Men spreekt dan van solomuziek.
| Aantal musici | 1    | 2   | 3    | 4       | 5       | 6      | 7      | 8     | 9     |
| Naam          | solo | duo | trio | kwartet | kwintet | sextet | septet | octet | nonet |

Voorbeelden van kamermuziek zijn de vioolsonate (voor viool en piano), het pianotrio en het strijkkwartet. Vrijwel alle klassieke componisten hebben kamermuziek voor veel verschillende bezettingen geschreven. Bijvoorbeeld Haydn, Mozart, Beethoven, Schubert, Bartók en Sjostakovitsj schreven lange reeksen strijkkwartetten, die regelmatig worden uitgevoerd. Kamermuziek kan worden beoefend in huiselijke kring (en was daarvoor oorspronkelijk bedoeld), maar wordt ook vaak gespeeld in kleine en grotere concertzalen. Er bestaan veel professionele kamermuziekensembles, maar ook gelegenheidsformaties van samen optredende solisten komen vaak voor.

## Kamerorkest (groot ensemble)
Een kamerorkest speelt, anders dan de naam suggereert, een ander soort kamermuziek (er is een grotere "kamer" nodig, maar geen grote concertzaal). Het aantal leden van een kamerorkest kan oplopen tot wel veertig. Het kamerorkest speelt muziek die speciaal voor wat kleinere orkestbezettingen is geschreven. Dat is vaak repertoire uit de tijd dat de symfonieorkesten nog niet zo groot waren als tegenwoordig. Gespecialiseerde kamerorkesten zoals het Orkest van de Achttiende Eeuw spelen vaak op authentieke instrumenten, maar er bestaat voor kamerorkesten ook veel eigentijdse muziek. Kamerorkesten als Amsterdam Sinfonietta spelen vaak repertoire van symfonieorkest, gereduceerd tot kleine bezetting, of andersom kamermuziek in meervoudige bezetting, zoals strijkkwartetten in bewerkingen voor strijkorkest.
|              | kamerorkest     | kamerorkest     | symfonieorkest   | symfonieorkest   | symfonieorkest   |
| klein        | groot           | klein           | midden           | groot            |                  |
| ------------ | --------------- | --------------- | ---------------- | ---------------- | ---------------- |
| houtblazers  | -               | 2 fluiten       | 3 fluiten        | 4 fluiten        | 5 fluiten        |
| houtblazers  | 2 hobo's        | 2 hobo's        | 3 hobo's         | 4 hobo's         | 5 hobo's         |
| houtblazers  | -               | 2 klarinetten   | 3 klarinetten    | 4 klarinetten    | 5 klarinetten    |
| houtblazers  | fagot           | 2 fagotten      | 3 fagotten       | 4 fagotten       | 5 fagotten       |
| houtblazers  | -               | -               | -                | -                | saxofoon         |
| koperblazers | 2 hoorns        | 2 hoorns        | 4 hoorns         | 6 hoorns         |                  |
| koperblazers | -               | 2 trompetten    | 3 trompetten     | 4 trompetten     | 5 trompetten     |
| koperblazers | -               | -               | 3 trombones      | 3 trombones      | 4 trombones      |
| koperblazers | -               | -               | tuba             | tuba             | 2 tuba's         |
| slagwerkers  | -               | pauken          | pauken           | pauken           | 2 paukenisten    |
| slagwerkers  | -               | -               | slagwerker       | 3 slagwerkers    | 6 slagwerkers    |
| diversen     | -               | -               | harp             | 2 harpen         | 2 harpen         |
| diversen     | -               | -               | -                | pianist          | 2 pianisten      |
| strijkers    | 4 eerste violen | 6 eerste violen | 10 eerste violen | 14 eerste violen | 20 eerste violen |
| strijkers    | 4 tweede violen | 6 tweede violen | 8 tweede violen  | 12 tweede violen | 18 tweede violen |
| strijkers    | 2 altviolen     | 4 altviolen     | 6 altviolen      | 10 altviolen     | 14 altviolen     |
| strijkers    | 2 cello's       | 3 cello's       | 6 cello's        | 8 cello's        | 12 cello's       |
| strijkers    | contrabas       | 2 contrabassen  | 4 contrabassen   | 6 contrabassen   | 10 contrabassen  |
| totaal       | 18 musici       | 34 musici       | 60 musici        | 85 musici        | 124 musici       |

## Kamerkoor
Een kamerkoor is een koor met 10 à 30 zangers, doorgaans verdeeld over de gebruikelijke stemtypen sopraan, alt, tenor en bas.